# Корибут
Корибут — старовинний волинський шляхетський герб, яким користався рід Корибутовичів, до якого належав Дмитро Іванович Вишневецький.

## Опис
На червоному полі гербу золотий півмісяць рогами додолу з золотою 6-променевою зіркою під ним; на півмісяць спирається золотий хрест з перехрещеними боковими та верхнім кінцями. На лицарський шолом одягнена шляхетська корона, над якою ще була князівська шапка (митра). Червоний намет, що виходить з-під корони, підбито золотом.

## Використання
За легендами Корибутовичі мали своїм родоначальником великого князя Литовського Гедиміна. Нащадки Гедиміна стали засновниками багатьох відомих родин, серед яких були:
- королівська династія Ягеллонів,
- польські, литовські та руські (українські) князівські роди Збаразьких, Вишневецьких, Сангушків, Несвицьких, Порицьких, Воронецьких, Чорторийських, Корецьких, київські князі Олельковичі,
- московські роди Голіциних, Куракіних, Хованських та Трубецьких.

Інші роди: Дашкевичі; Дашки; Лагишинські; Солтани; Здановичі, Зерницькі.
Герб Корибут використовується в основі символіки юнацького руху "Байда" в Запоріжжі.